# Denver Challenger 1998
Il Denver Challenger 1998 è stato un torneo di tennis facente parte della categoria ATP Challenger Series nell'ambito dell'ATP Challenger Series 1998. Il torneo si è giocato a Denver negli Stati Uniti dal 30 giugno al 5 luglio 1998 su campi in cemento.

## Vincitori

### Singolare
Takao Suzuki ha battuto in finale  Justin Bower con il punteggio di 6–3, 4–6, 6–4

### Doppio
Michael Hill /  Glenn Weiner hanno battuto in finale  Justin Bower /  Troy Budgen con il punteggio di 7–6, 6–4